# 橋本拓哉
橋本 拓哉（はしもと たくや、1994年12月3日 - ）は、日本の男子バスケットボール選手である。大阪府大阪市阿倍野区出身。身長190cm、体重83kgで、ポジションはポイントガード、シューティングガード、スモールフォワード。
大阪エヴェッサの下部組織から2012年にBjリーグドラフト指名を経て大阪エヴェッサに入団。当時ヒューマンアカデミー高等学校に在学中であり、史上最年少、かつ日本国内初の現役高校生プロバスケットボール選手となった。2020年夏季オリンピックに向けたバスケットボール男子日本代表候補に選ばれていた。

## 来歴
1994年、大阪市に生まれる。小学生時代は野球のチームに所属し、全国大会で準優勝した経験を持つ。また、関西選抜チームの一員に選ばれた時には、後にプロ野球選手となる北條史也とバッテリーを組んだ。その後中学校進学とともに、バスケットボールに転向した。
高校進学後の2011年、当時bjリーグに所属していた大阪エヴェッサのバスケットボールカレッジに入り、2012年、大阪エヴェッサよりドラフト2巡目指名を受け入団。
2012年10月20日、野洲市総合体育館にて行われた滋賀レイクスターズ戦で、澤口誠が持っていたbjリーグ史上最年少出場記録を抜く、17歳321日での試合出場を果たす。翌21日には初得点を記録しこれも最年少記録更新となった。
同年12月には芦屋大学の入学試験に合格し、翌年4月に入学した。シーズン終了後の2013年7月、契約満了となり退団した。
大阪との契約が満了後、関西バスケットボールリーグ2部の芦屋大学のバスケットボール部に所属したが、大学4年時の2016年に大阪エヴェッサに復帰した。同年12月には、2020年夏季オリンピックを見据えたバスケットボール男子日本代表68人の内のひとりに選ばれた。
2018年バンコクアジア大会の日本代表に選ばれたが、チームメイト3名とともに公式ウエアを着たまま深夜の歓楽街に立ち入り買春行為をしたことが発覚し、日本オリンピック委員会より同選手たちの日本選手団認定を取り消され帰国を命じられた。
2021年3月の試合中に右足アキレス腱断裂の重傷を負い、同年11月の練習中に再度断裂してしまった。
2025年1月の試合で右アキレス腱断裂の重傷で全治1年以上の診断を受け、2025-26シーズンは大阪との選手契約を結ばないこととなった。

## 個人成績
| シーズン | チーム | GP | GS | MPG | FG%  | 3P% | FT%  | RPG | APG | SPG | BPG | TO  | PPG |
| -------- | ------ | -- | -- | --- | ---- | --- | ---- | --- | --- | --- | --- | --- | --- |
| 2012-13  | 大阪   | 33 | 0  | 7.6 | 33.8 | 0.0 | 45.0 | 1.4 | 0.2 | 0.2 | 0.4 | 0.7 | 1.7 |
| 2016-17  | 大阪   |    |    |     |      |     |      |     |     |     |     |     |     |